# اریک اریکسن
اریک اریکسن (انگلیسی: Erik Eriksen; ۲۰ نوامبر ۱۹۰۲ – ۷ اکتبر ۱۹۷۲) یک سیاست‌مدار اهل دانمارک بود.